# Cymodoce armata
Cymodoce armata är en kräftdjursart som beskrevs av H. Milne Edwards 1840. Cymodoce armata ingår i släktet Cymodoce och familjen klotkräftor. Inga underarter finns listade i Catalogue of Life.